# Хрущёво (Московская область)
Хрущёво — деревня в Рузском городском округе Московской области России.
Расположена на юго-востоке округа, на левом берегу Москвы-реки, в 15 км от Рузы, высота центра — 153 м над уровнем моря. Ближайшие населённые пункты — Кожино на противоположном берегу, Марково в 200 м на юго-восток, Молодиково в 1 км на северо-восток и Морево в 1,5 км на север.
До 2006 года Хрущёво входило в состав Краснооктябрьского сельского округа Рузского района, с 2006 по 2017 год — в состав cельского поселения Колюбакинское Рузского района.
| 2002 | 2006 | 2010 |
| ---- | ---- | ---- |
| 2    | ↗3   | →3   |